# Duffing-Oszillator

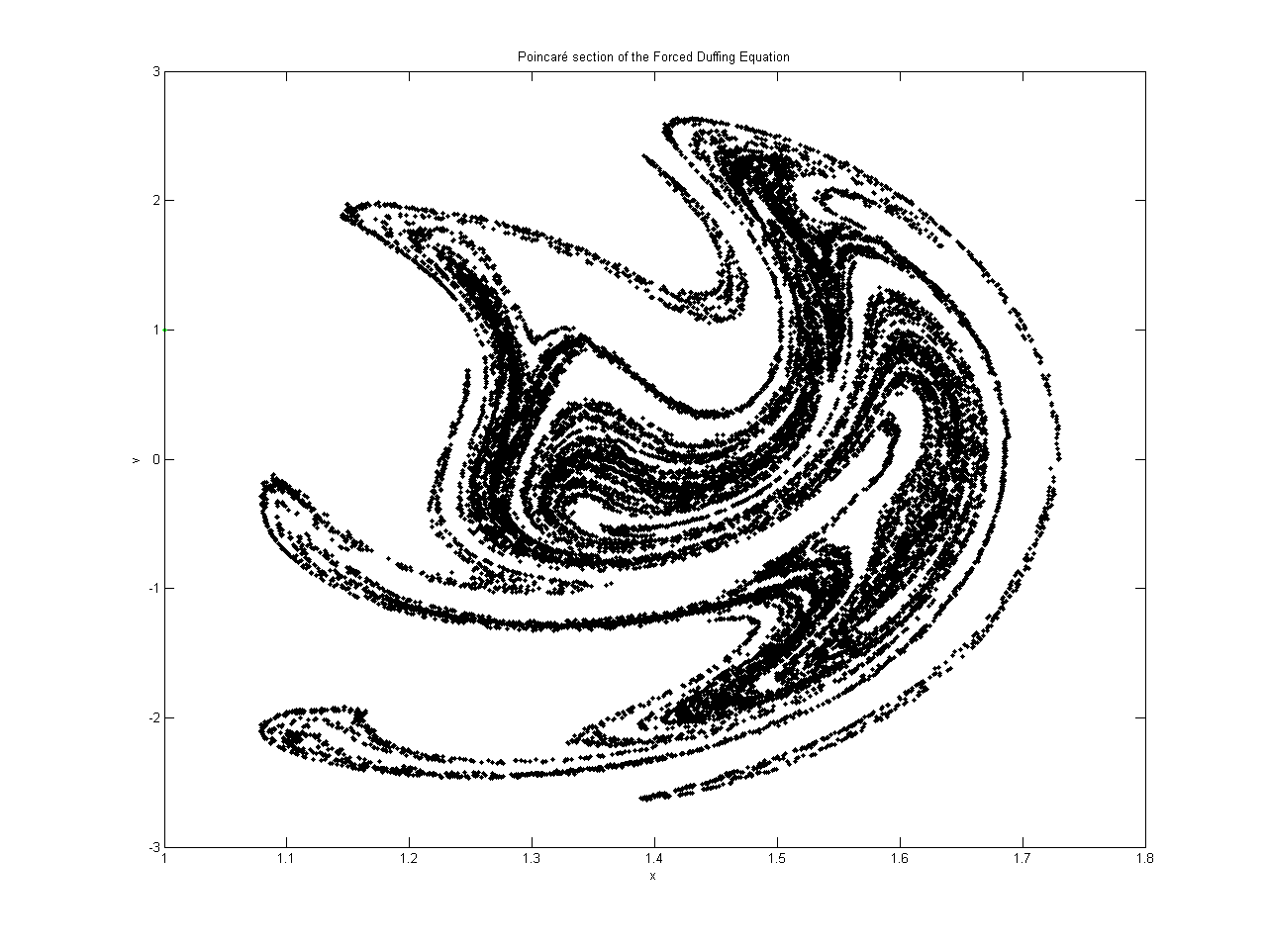
Poincaré-Abbildung eines getriebenen Duffing-Oszillators

Der Duffing-Oszillator, benannt nach Georg Duffing, ist ein nichtlinearer Oszillator. Er kann als Erweiterung des harmonischen Oszillators, dessen Potential das lineare hookesche Gesetz zu Grunde liegt, um eine kubische Rückstellkraft betrachtet werden.
Sein Verhalten wird durch folgende Differentialgleichung mit den zeitlichen Ableitungen von x beschrieben:
{\displaystyle {\ddot {x}}+\delta {\dot {x}}+\alpha x+\beta x^{3}=\gamma \cos(\omega _{0}t)}
{\displaystyle \delta } ist die Dämpfung, {\displaystyle \gamma ,\omega _{0}} sind die Amplitude und Frequenz der Anregung, {\displaystyle \alpha ,\beta } sind systemspezifische Parameter, welche die nichtlineare, rücktreibende Kraft charakterisieren.

## Duffing-Oszillator ohne Anregung
Die Zustandsraumdarstellung des homogenen Duffing-Oszillators {\displaystyle {\ddot {x}}+\delta {\dot {x}}+\alpha x+\beta x^{3}=0} ist
{\displaystyle {\begin{bmatrix}{\dot {x}}_{1}\\{\dot {x}}_{2}\\\end{bmatrix}}={\begin{bmatrix}x_{2}\\-\delta x_{2}-\alpha x_{1}-\beta x_{1}^{3}\\\end{bmatrix}}}
Für den stationären Fall gilt
{\displaystyle {\begin{bmatrix}0\\0\\\end{bmatrix}}={\begin{bmatrix}x_{2}\\-\delta x_{2}-\alpha x_{1}-\beta x_{1}^{3}\\\end{bmatrix}}}
und damit
{\displaystyle x_{2}=0\,} und {\displaystyle \alpha x_{1}+\beta x_{1}^{3}=0}.
Die Gleichung liefert für {\displaystyle x_{1}\;} drei stationäre Lösungen
{\displaystyle x_{1_{0}}=0,x_{1_{1,2}}=\pm {\sqrt {-{\frac {\alpha }{\beta }}}}}
Diese sind nur dann reell, wenn {\displaystyle {\frac {\alpha }{\beta }}<0} ist. Zur Beurteilung, welche dieser stationären Lösungen stabil sind, wird das Differentialgleichungssystem um diese Punkte linearisiert. Die Jacobi-Matrix des Systems 
{\displaystyle {\textbf {J}}={\begin{bmatrix}0&1\\-\alpha -3\beta x_{1}^{2}&-\delta \\\end{bmatrix}}}
hat für {\displaystyle x_{1_{0}}\;} die Eigenwerte
{\displaystyle \lambda _{0}={\frac {-\delta \pm {\sqrt {\delta ^{2}-4\alpha }}}{2}}}
und für {\displaystyle x_{1_{1,2}}\;} die Eigenwerte
{\displaystyle \lambda _{1}={\frac {-\delta \pm {\sqrt {\delta ^{2}+8\alpha }}}{2}}}.
Die Bedingung {\displaystyle {\frac {\alpha }{\beta }}<0} liefert zwei Fälle.
Fall 1: {\displaystyle \alpha >0\;} und {\displaystyle \beta <0\;}
{\displaystyle \lambda _{0}\;} hat negative Realteile, d. h. dieser Punkt ist stabil.
{\displaystyle \lambda _{1}\;} hat einen positiven Realteil, d. h. diese Punkte sind instabil.
Fall 2: {\displaystyle \alpha <0\;} und {\displaystyle \beta >0\;}
{\displaystyle \lambda _{0}\;} hat einen positiven Realteil, d. h. dieser Punkt ist instabil.
{\displaystyle \lambda _{1}\;} hat negative Realteile, d. h. diese Punkte sind stabil.
Die Differenzialgleichung 
{\displaystyle {\ddot {x}}+\delta {\dot {x}}-ax+bx^{3}=0}
mit {\displaystyle \delta >0,a>0,b>0\;} beschreibt den stabilen Duffing-Oszillator.